# Таверна Сотана (Козенца)
Таверна Сотана је насеље у Италији у округу Козенца, региону Калабрија.
Према процени из 2011. у насељу је живело 52 становника. Насеље се налази на надморској висини од 607 м.